# Argentyna na Letnich Igrzyskach Olimpijskich 1948
Argentynę na XIV Letnich Igrzyskach Olimpijskich w Londynie reprezentowało 199 sportowców w 16 dyscyplinach. Był to 8 start Argentyńczyków na letnich igrzyskach olimpijskich.

## Zdobyte medale
| Medal  | Zawodnik                                                                                      | Dyscyplina sportowa | Konkurencja                         |
| ------ | --------------------------------------------------------------------------------------------- | ------------------- | ----------------------------------- |
| Złoto  | Delfo Cabrera                                                                                 | Lekkoatletyka       | maraton mężczyzn                    |
| Złoto  | Pascual Pérez                                                                                 | Boks                | waga lekka                          |
| Złoto  | Rafael Iglesias                                                                               | Boks                | waga ciężka                         |
| Srebro | Noëmi Simonetto de Portela                                                                    | Lekkoatletyka       | skok w dal kobiet                   |
| Srebro | Carlos Enrique Díaz                                                                           | Strzelectwo         | pistolet szybkostrzelny - mężczyźni |
| Srebro | Enrique Sieburger Emillo Homps Rufino Rodriguez de le Torre Rodolfo Rivademar Julio Sieburger | Żeglarstwo          | klasa 6 m mężczyzn                  |
| Brąz   | Mauro Cía                                                                                     | Boks                | waga półciężka                      |